# Абісинський еялет
21°32′36″ пн. ш. 39°10′22″ сх. д. / 21.543333333333° пн. ш. 39.172777777778° сх. д.

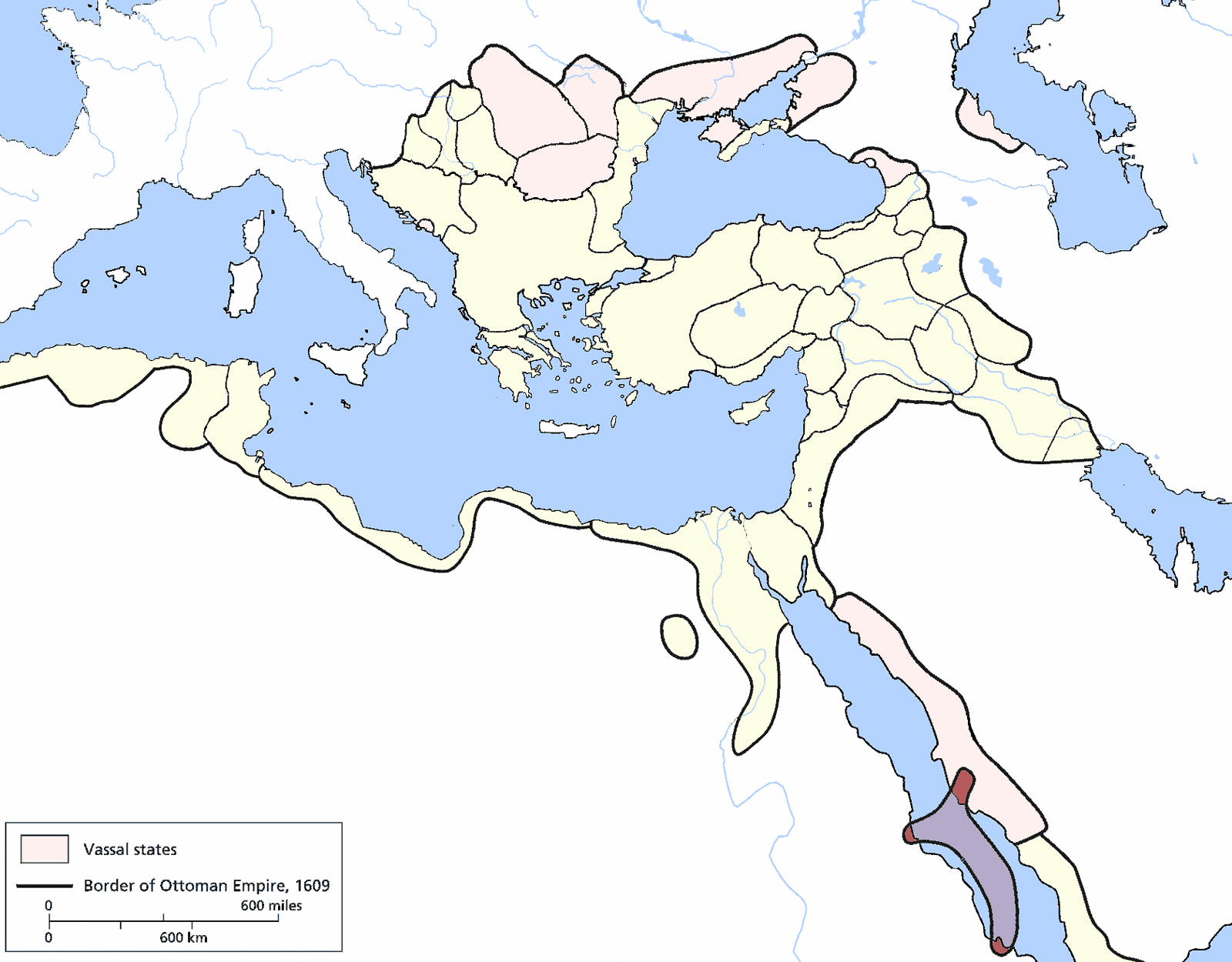
Абісинський еялет на карті імперії (1609).

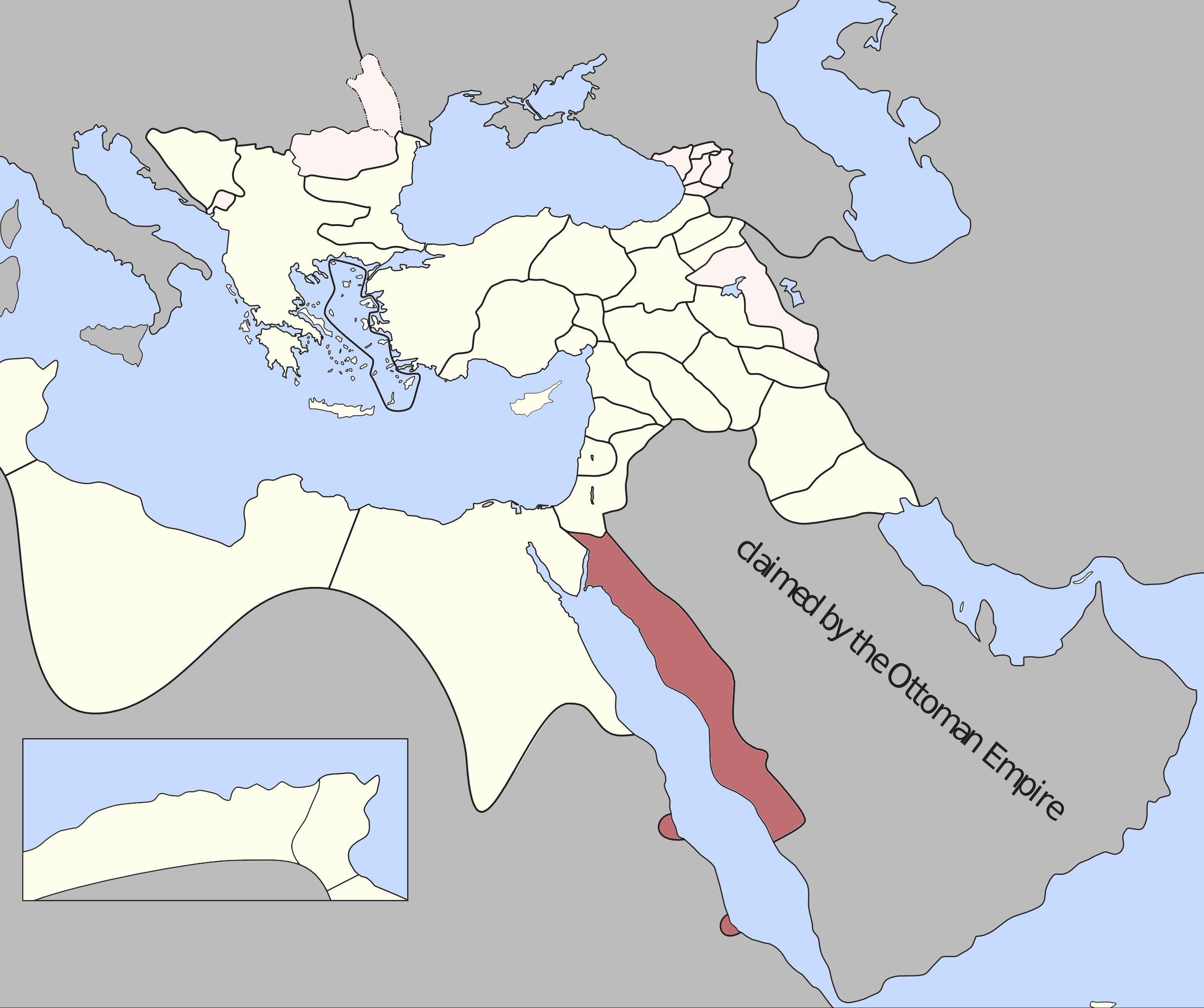
Абісинський еялет на карті імперії (1795).

Абіси́нський еяле́т (осман. ایالت حبش, Eyālet-i Ḥabeš, «Аббісинський край») — еялет (край) Османської імперії у 1557–1802 і 1813–1872 роках. Охоплював землі Абісинії в акваторії Червоного моря, а з XVIII століття — регіон Хіджазу. Розташовувався на території сучасних Еритреї й Саудівської Аравії, а також Судану, Сомалі та Джибуті. Адміністративні центри — Массава, Савакін, Джидда (з 1701). Створений в ході османського завоювання Абісинії й Хіджазу в XVI столітті. Місце розташування двох головних мусульманських святинь — Мекки та Медіни. Контролював винятково портові міста, де були османські гарнізони; сільська місцевість лишалася поза впливом турецької влади. Вів війни із сусідніми ісламськими державами: Медрі-Бахром і Сеннарським султанатом в Абісинії, й Дірійським еміратом в Хіджазі. Наприкінці XVIII століття перетворився на місце політичного заслання. Керувався бейлербеями і пашами, влада яких була радше номінальною. 1802 року втратив Хіджаз, який захопили саудівські ваххабіти. У 1813—1827 роках, внаслідок османсько-саудівської війни, тимчасово керувався адміністрацією Єгипетського еялету. 1866 року абісинські території увійшли до складу Єгипту. 1872 року перетворений на Хіджазький вілаєт.

## Назва
- Абісинський еялет
- Османська Абісинія / Османський Хіджаз
- Абісинське бейлербейство
- Абісинське пашство
- Еялет Абісинії й Джидди
- Еялет Абісинії й Хіджазу[2]
- Хіджазький еялет

## Адміністративний поділ
Поділявся на 6 санджаків (хоругов): 
1. Санджак Ібрім
2. Санджак Савакін
3. Санджак Харгіго
4. Санджак Массава
5. Санджак Зайла
6. Санджак Джидда

У XIX столітті поділявся на 5 санджаків:
1. Санджак Ємен
2. Санджак Наджд
3. Санджак Джидда
4. Санджак Медіна
5. Санджак Мекка